# Feel Good Lost
Feel Good Lost è l'album di debutto dei Broken Social Scene. Fell Good Lost è un album quasi interamente strumentale, anche se in alcune canzoni sono presenti le voci di Leslie Feist e Kevin Drew.

## Tracce
Tutte le canzoni sono scritte da Brendan Canning e Kevin Drew.
1. I Slept With Bonhomme al CBC  – 5:26
2. Guilty Cubicles  – 3:03
3. Love and Mathematics  – 5:44
4. Passport Radio  – 5:45
5. Alive in 85  – 5:14
6. Prison Province  – 1:42
7. Blues for Uncle Gibb  – 6:59
8. Stomach Song  – 4:29
9. Mossbraker  – 5:33
10. Feel Good Lost  – 1:51
11. Last Place  – 8:26
12. Gonna Make It  – 5:26